# Élisabeth Brisson
Œuvres principales
Démocratie, citoyenneté et héritage gréco-romain (2000), Ludwig van Beethoven (2004), Guide de la musique de Beethoven (2005), Beethoven (2016)
Élisabeth Brisson, née en 1945 à Paris, est une historienne, conférencière et auteure française, spécialisée dans la musique classique.

## Biographie
Agrégée et docteure en histoire, Élisabeth Brisson est à l'origine de différents ouvrages sur la musique et plus particulièrement la musique classique, tels La Musique, Opéras mythiques, La Musique classique en clair, Découvrir Wagner ou Les Airs Mythiques.
Ses travaux s'orientent également vers la diffusion des connaissances liées à l'histoire et à la géographie. Elle collabore avec les éditions Hatier pour la conception de manuels et fiches parascolaires, comme autant d'aides à la préparation du baccalauréat. Elle est également l'auteure d'essais axés sur la notion de démocratie avec Démocratie, citoyenneté et héritage gréco-romain et La démocratie une ou multiple ?
En 2000, elle est l'auteure de la thèse Le sacre du musicien : la référence à l' Antiquité chez Beethoven. Spécialiste de l'œuvre et de la vie du compositeur allemand Ludwig van Beethoven, Élisabeth Brisson lui consacre une biographie Ludwig van Beethoven (2004) et un Guide de la musique de Beethoven (2005). En 2016, elle publie Beethoven, un nouvel ouvrage biographique.
Parallèlement à ses publications, Élisabeth Brisson est régulièrement l'invitée des émissions de France Musique et intervient comme conférencière lors d'évènements musicaux à travers la France,,.

## Publications

### Autour de la musique classique
- La musique, Belin, 1993, 416p.  (ISBN 2701161215)
- Sacre du musicien : La référence à l'Antiquité chez Beethoven, Centre national de la recherche scientifique (CNRS), 2000, 303p.  (ISBN 2271057213)
- Ludwig van Beethoven, Fayard-Mirare, 2004, 240p.  (ISBN 2213622574)
- Guide de la musique de Beethoven, Fayard, Collection : Les indispensables de la musique, 2005, 880p.  (ISBN 2213624348)
- Opéras Mythiques, Ellipses, 2008, 741p.  (ISBN 2729840885)
- La Musique classique en clair, illustrations de Gilles Macagno, Ellipses, Collection : En clair, 2010, 141p.  (ISBN 2729854886)
- « Wagner m'a tué ! » - Les enjeux de la Musique en 25 Citations, Ellipses, 2011, 320p.  (ISBN 2729863230)
- Découvrir Wagner, avec René Palacios, Préface de Petra Lang, Ellipses, 2013, 192p.  (ISBN 2729877339)
- Les Airs Mythiques, Ellipses, Collection : Biographies & mythes historiques, 2014, 288p.  (ISBN 2729886680)
- Célébrer-profaner, dynamiques de l'écoute et de la création musicale, avec Marianne Massin, Martin Kaltenecker, Jean-Claire Vançon, Camille Prost, Maud Pouradier, David Christoffel, Ambronay Éditions, 2016, 144p.  (ISBN 2918961167)
- Beethoven, Ellipses, Collection : Biographies & mythes historiques, 2016, 384p.  (ISBN 2340009472)
- Beethoven et après, Fayard Mirare, 2020  (ISBN 978-2-213-71857-6)

### Autres publications
- Démocratie, citoyenneté et héritage gréco-romain, Élisabeth Brisson, Jean-Paul Brisson, Pierre Vidal-Naquet, Jean-Pierre Vernant, Liris, 2000, 120p.  (ISBN 290942054X)
- Les Grandes Figures du XXe siècle, L'Étudiant, Les guides de l'Étudiant, 2002, 173p.  (ISBN 2846242615)
- La démocratie une ou multiple ?, Ellipses, Collection : Transversale Débats, 2009, 240p.  (ISBN 2729850759)
- Grands événements, Éditions Cobra, 2010  (ISBN 2815202352)
- Faust : Biographie d'un mythe, Ellipses Marketing, Collection : Biographies et mythes historiques, 2013, 288p.  (ISBN 2729883150)

### Parascolaire
Parmi une liste non exhaustive :
- Fiches Bac histoire, terminales ES, L et S, Hatier Parascolaire, 1998  (ISBN 2218714779)
- Fiches Bac Hatier : Histoire, terminale L, ES, S, Hatier Parascolaire, 2003, 96p.  (ISBN 2218743167)
- Fiches Bac Hatier : Histoire, Géographie, terminale S, Hatier Parascolaire, 2006  (ISBN 2218922789)
- Prépabac : Toute la terminale L, avec Patrick Ghrenassia, Florence Smits, Pierre Kahn, Hatier Parascolaire, 2007  (ISBN 2218927209)
- Prépabac : Cours & entraînement Histoire-Géographie 2de, avec Florence Holstein, Hatier Parascolaire, 2007  (ISBN 221892319X)
- Prépabac : Toute la terminale ES, avec Jean-Claude Drouin, Florence Smits, Pierre Kahn, Hatier Parascolaire, 2007  (ISBN 2218926776)
- Prépabac : Toute la seconde, avec Nathalie Benguigui, Florence Holstein, Jacques Royer, Didier Hourquin, Jeanne-France Rattier, Jean-Dominique Picchiottino, Jocelyne Cialec-Diallo, Marie Péan, Patrice Brossard, Séverine Charon, Hatier Parascolaire, 2008  (ISBN 2218932091)
- Prépabac : Cours & entraînement Histoire-Géographie 2de, avec Florence Holstein, Hatier Parascolaire, 2010  (ISBN 2218935996)
- Prépabac : Cours & entraînement Histoire-Géographie 2de, avec Florence Holstein, Hatier Parascolaire, 2013  (ISBN 2218968924)
- Fiches Bac Hatier : Histoire, terminale L, ES, S, avec Florence Holstein, Hatier Parascolaire, 2014  (ISBN 2218978237)
- Prépabac : Tout-en-un 2de, toutes les matières de la Seconde programme 2017-2018, avec Jean-Dominique Picchiottino, Didier Hourquin, Jeanne-France Bignaux, Jocelyne Cialec-Diallo, Marie Péan, Patrice Brossard, Séverine Charon, Nathalie Benguigui, Florence Holstein, Jacques Royer, Hatier Parascolaire, 2017  (ISBN 2401029249)